# Теорема Сколема — Нетер
В теорії кілець теорема Сколема — Нетер описує гомоморфізми між центральними простими алгебрами і простими алгебрами, зокрема автоморфізми центральних простих алгебр. Теорема зокрема має важливе значення у теорії тіл (які є центральними простими алгебрами над своїм центром) і іноді називається першою основною теоремою теорії тіл.
Теорему вперше довів норвезький математик Торальф Сколем у 1927 році.

## Твердження теореми
Якщо f і g — два гомоморфізми скінченновимірної простої алгебри В в скінченновимірну центральну просту алгебру А (обидві над полем k), то в А існує такий оборотний елемент а, що {\displaystyle g(b)=af(b)a^{-1}} для всіх {\displaystyle b\in B.}

## Доведення
Розглянемо алгебру {\displaystyle A\otimes _{k}B^{\text{op}}}, яка є простою оскільки A є центральною простою алгеброю, а Bop є простою. На A можна ввести структури модуля над {\displaystyle A\otimes _{k}B^{\text{op}}} за допомогою операцій множення:
{\displaystyle \left(a\otimes _{k}b\right)x=f(b)xa} і {\displaystyle \left(a\otimes _{k}b\right)x=g(b)xa}.
Позначимо ці модулі {\displaystyle A_{f}} і {\displaystyle A_{g}} відповідно. Оскільки вони є модулями над простою алгеброю (а, згідно теореми Веддерберна — Артіна, фактично над алгеброю матриць над деяким тілом) і розмірності їх над k є однаковими (рівними розмірності A як k-векторного простору), то {\displaystyle A_{f}} і {\displaystyle A_{g}} є ізоморфними.
Нехай {\displaystyle \phi } — ізоморфізм з {\displaystyle A_{f}} у {\displaystyle A_{g}}. Тоді {\displaystyle \phi } є автоморфізмом A  як правого модуля над собою і тому має вигляд {\displaystyle \phi (x)=ax} де a — фіксований оборотний елемент з A. Крім того {\displaystyle \phi } є гомоморфізмом лівих B-модулів, тобто {\displaystyle \phi (bx)=b\phi (x)} або, якщо означення {\displaystyle A_{f}} і {\displaystyle A_{g}} , то {\displaystyle \phi (f(b)x)=g(b)\phi (x)}. Зокрема для x = 1, одержується рівність {\displaystyle af(b)=\phi (f(b))=g(b)\phi (1)=g(b)a} для будь-якого {\displaystyle b\in B.} Звідси остаточно {\displaystyle g(b)=af(b)a^{-1},} що завершує доведення.

## Наслідки
- Ізоморфні прості підалгебри В і В'  скінченновимірної центральної простої алгебри А є спряженими. До того ж будь-який ізоморфізм {\displaystyle g:B\to B'} продовжується до внутрішнього автоморфізма алгебри А, тобто має вигляд {\displaystyle g(b)=aba{-1},} де а — оборотний елемент алгебри А.

Доведення випливає з теореми Сколема — Нетер, якщо разом з g розглянути тотожне вкладення f алгебри В в алгебру А.
- Будь-який автоморфізм центральної простої алгебри є внутрішнім, тобто {\displaystyle \phi (x)=axa{-1},} де а — оборотний елемент алгебри А. У цьому твердженні факт того, що А є центральною алгеброю є значимим. Наприклад комплексні числа є алгеброю над полем дійсних чисел і комплексне спряження є автоморфізмом цієї алгебри, що не є внутрішнім автоморфізмом.
- У доведенні теореми роль А і B є значною мірою симетричною, тому при незначній модифікації доведення одержується симетрична версія теореми: якщо f і g — два гомоморфізми скінченновимірної центральної простої алгебри В в скінченновимірну просту алгебру А (обидві над полем k), то в А існує такий оборотний елемент а, що {\displaystyle g(b)=af(b)a^{-l}} для всіх {\displaystyle b\in B.}
- Також з попередньої версії теореми виводиться симетрична версія першого наслідку: ізоморфні центральні прості підалгебри В і В'  скінченновимірної простої алгебри А є спряженими. До того ж будь-який ізоморфізм {\displaystyle g:B\to B'} продовжується до внутрішнього автоморфізма алгебри А, тобто має вигляд {\displaystyle g(b)=aba{-1},} де а — оборотний елемент алгебри А.

## Узагальнення
Нехай R — просте кільце Артіна з центром F, і нехай A, B — прості підалгебри в R, які містять F і мають скінченну розмірність над F. Якщо {\displaystyle \phi } — ізоморфізм А на В, як F-алгебр, то існує оборотний елемент {\displaystyle x\in R,} такий, що {\displaystyle \phi (a)=xax^{-1}} для всіх {\displaystyle a\in A.}